# Lamia Louali
Lamia Louali, née le 20 février 1977 à Alger, est une karatéka algérienne pratiquant le karaté koshiki.

## Carrière
Lamia Louali triple championne du monde de karaté koshiki en  2000 , 2002 , 2004.
Elle est nommée meilleure athlète algérienne de l'année par Algérie Presse Service en 2003 et en 2004.
Lors de la remise de son prix le 26 janvier 2005, elle annonce prendre sa retraite sportive.